# Hypolycaena erna
Hypolycaena erna är en fjärilsart som beskrevs av Kalis 1933. Hypolycaena erna ingår i släktet Hypolycaena och familjen juvelvingar. Inga underarter finns listade i Catalogue of Life.